# Morsø Jernstøberi
Morsø Jernstøberi A/S är ett danskt gjuteriföretag i Nykøbing Mors, som grundades 1853 av Niels Andreas Christensen och kompanjonen Bonne som N.A. Christensen & Co. Jernstøberi.
Gjuteriets huvudprodukter i början var kakelugnar, kaminer, fönsterramar i stål, grytor och strykjärn. Christensen lämnade driften av gjuteriet 1887.
Omkring 1900 hade gjuteriet 250 anställda: smeder, formsnickare och gjutare. År 1913 uppfördes nya fabriksbyggnader på det ursprungliga området vid Holgersgade, på nästan fyra hektar mitt i Nykøbing.
Efter några besvärliga år under andra världskriget blev det bättre tider under 1950-talet. Den största produkten var kaminer. Samtidigt utvecklades sortimentet av grytor och företaget anlitade formgivare för hushållsprodukter, särskilt Copco-serien.
År 1993 flyttade företaget till nya lokaler i Nykøbings norra ytterområde. Kvar på det tidigare fabriksområdet finns några fabriksbyggnader, vilka idag inrymmer Dansk Støberimuseum. Längs Holgersgade ligger två monumentala tegelbyggnader, vilka bägge ritats av Christian Frühstück Nielsen (1878–1956) och uppförts 1913-1914. 
På 1990-talet hamnade företaget i kris och stängde 1993, varefter fastigheten i innerstaden 1995 övertogs av Morsø kommun.
Morsø jernstøberi arbetar idag inom tre produktområden: utomhusgrillar och liknande, köksutensilier samt värmekaminer. 